# Pierre-Levée (Nieul-sur-l'Autise)
Pour les articles homonymes, voir Pierre levée.
La Pierre-Levée, appelée aussi Pierre-qui-Vire ou Pierre-Mouilleron ou encore dolmen des Aspics, est un dolmen situé à Nieul-sur-l'Autise, dans le département français de la Vendée.

## Historique
Le site fut fouillé en deux jours, les 17 et 21 avril 1890, par Louis Brochet. Roger Joussaume fouille à nouveau le monument pendant deux mois et demi en 1972 et 1973. Après ces fouilles, le monument fut ré-enseveli, et seule la table de couverture affleurant au niveau du sol, signale désormais son emplacement.

## Localisation
Le dolmen a été édifié sur le bas d'une pente d'un terrain dominant la rivière Autize qui coule à 3 m en contrebas 100 m plus à l'ouest. Le tracé d'un fossé courbe en tireté a été repéré à proximité de l'édifice sur des vues aériennes. Il pourrait correspondre à une enceinte néolithique ou de l'âge de Bronze.

## Architecture
Lors des fouilles archéologiques de 1972-1973, des traces de combustion ont été découvertes sur le paléosol, ce qui pourrait indiquer que le sol a été préalablement purifié par l'action du feu comme au dolmen des Cous. Neuf orthostates ont été retrouvés sur place dont trois couchés. Leur disposition initiale a été bouleversée par la fouille sommaire de 1890, ce qui ne permet pas une bonne compréhension de l'architecture d'origine de la chambre. Celle-ci pourrait avoir eu une forme quadrangulaire et était peut-être compartimentée. Les piliers sont en calcaire bajocien. La plupart des blocs ont été équarris pour leur donner une épaisseur assez standard comprise entre 0,20 m et 0,25 m. La hauteur sous dalle de la chambre était particulièrement basse puisqu'aucune dalle ne mesure plus de 0,80 m. 
On accédait à la chambre par un couloir mesurant 4 m de long sur environ 1 m de large ouvrant au sud-est. Le sol de la chambre et celui du couloir furent aménagés en taillant une succession de grandes marches pour atténuer la pente naturelle qui atteint environ 10%.
L'unique table de couverture est constituée d'un bloc subcirculaire, en poudingue à gros galets de quartz,  d'environ 5 m de diamètre. Elle comporte plusieurs dépressions circulaires de 1,20 m à 1,50 m sur la face supérieure qui correspondent à des prélèvements de pierre pour fabriquer des meules de moulin. À l'origine, le bloc devait mesurer au moins 1 m de plus en longueur. Son épaisseur maximale est de 1 m. Son poids est estimé à 40 t. L'étude géologique effectuée par Michel Gruet a permis d'identifier un gisement de ce type de roche, très localisée, à environ 4 km à vol d'oiseau à l'est du site mais le relief du paysage impose un transport moins direct sur environ 5,5 Km au minimum.
Le tumulus est de forme trapézoïdale. Il s'étire sur près de 14 m de long, large de 7,50 m sur sa face sud-est et de 6 m sur sa face nord-ouest. Les deux grands côtés rectilignes se rejoignent par des angles arrondis. Le parement de la façade s’élevait jusqu'à 1 m de hauteur par endroits. L'ensemble correspond à une architecture exceptionnelle.
Une grande dalle de 2,20 m de long pour 1,60 m de large fut découverte à environ 1 m au nord-ouest de la table exactement dans l'axe du monument et égale distance des bords du tumulus. Son utilité demeure inconnue.
L'ensemble s'apparente à un dolmen à couloir, de type angoumoisin (table de couverture unique, orthostates équarris, chambre probablement quadrangulaire) à chambre transversale compartimentée qui pourrait correspondre à une construction tardive avec adaptation locale.

## Vestiges archéologiques
L'ensemble du matériel archéologique découvert lors des fouilles de 1972-1973 est abondant mais sa découverte quasi-exclusivement en dehors de la chambre ne permet pas de dater le dolmen.

### Ossements humains et animaux
De nombreux fragments d'ossements d'origine humaine ou animale ont été découverts lors des fouilles archéologiques de 1972-1973 :
- 192 fragments d'origine humaine correspondant à un minimum de 5 individus : 3 adultes (2 hommes, 1 femme), 1 enfant d'une dizaine d'années et 1 bébé.
- 936 fragments d'origine animale, dont 395 ont pu être identifiés, correspondant à un minimum de 39 animaux domestiques (bœuf, porc, mouton, chèvre, âne, chien, poulet) et sauvages (renard, blaireau, belette, castor, lièvre, lapin, hérisson, canard, perdrix, merle).

Les ossements d'animaux appartiennent à des époques variées (Néolithique, âge du bronze, période gallo-romaine). Leur présence résulte autant d'une consommation par l'homme (animaux domestiques ou sauvages) que d'une faune intrusive.

### Céramique
La céramique découverte correspond à plusieurs périodes différentes : Néolithique final, Campaniforme, âge du bronze, période gallo-romaine.
La céramique campaniforme est bien représentée par des éléments non décorés (3 vases en forme de S et 2 gobelets) ou décorés (18 vases, gobelets). Les décors sont composés de lignes circulaires (décor à la cordelette), de bandes exécutées au peigne (décors circulaires, hachures obliques, damier).

### Outils et éléments de parure
Le matériel lithique correspond à 1215 silex comprenant des microlithes (triangles scalènes, un trapèze), des pièces d'allure paléolithique, des pointes de flèches à pédoncule et ailerons, une pointe bifaciale, une armature à tranchant, des éclats et lames retouchés, une dizaine de grattoirs, deux raclettes, de nombreux racloirs et perçoirs, un talon de hache polie, de nombreux éclats sans caractère particulier et quelques nucléus. Une partie de ce matériel, dont les microlithes, correspond probablement à une industrie lithique antérieure à l'édification du monument.
Un tube en os au décor incisé et deux « V-boutons » furent respectivement découverts dans les pierres du tumulus et dans le dolmen. Les deux pics en bois de cerf retrouvés à l'extérieur du mur de parement pourraient avoir été utilisés comme outils lors de la construction du dolmen. Des fragments de dentales et un fragment de défense de sanglier recueillis correspondent probablement à des éléments de parure.
Le mobilier métallique découvert comprend trois tortillons en or constitués par de fines feuilles enroulées en spirale et un petit ciseau en cuivre. Le petit ciseau a été retrouvé près d'un grand fragment de calotte crânienne daté au C14 de 2090 av. J.-C. +/- 130.

## Folklore
Selon la tradition, la pierre irait se baigner dans l'Autize le matin de la Saint-Jean et la nuit de Noël. Selon une autre tradition, les jeunes mariés qui désiraient de beaux enfants venaient s'y frotter.